# Rubén Darío Hernández
Ruben Darío Hernández Ariza (ur. 19 lutego 1965 w Armenii), piłkarz kolumbijski grający na pozycji napastnika.

## Kariera klubowa
Hernández jest jednym z najskuteczniejszych zawodników w historii ligi kolumbijskiej. Reprezentował barwy takich klubów jak: Quindio Armenia, Millonarios FC, Once Caldas, Atlético Nacional, Envigado FC, Independiente Medellin, America Cali, Independiente Santa Fe Bogota, Deportes Tolima oraz Deportivo Pereira. Łącznie przez niemal 15 sezonów zdobył w 180 goli w lidze. Zdobył jeden tytuł króla strzelców ligi, w 1994 roku będąc wówczas zawodnikiem aż 3 klubów: Independiente Medellin, Deportivo Pereira i Ameriki Cali. W 1996 roku zaliczył epizod w New York MetroStars jako jeden z pierwszych zagranicznych zawodników w nowo powstałej Major League Soccer. Wystąpił tylko w 10 meczach (debiut: 27 kwietnia MetroStars - Columbus Crew 0:2), zaliczył 3 asysty, nie zdobył gola i szybko wrócił do ojczyzny. Piłkarską karierę Hernández zakończył w 2000 roku jako piłkarz Quindio Armenia.

## Kariera reprezentacyjna
W reprezentacji Kolumbii Hernández zadebiutował 3 lutego 1989 roku w wygranym 1:0 meczu z Peru. W tym samym roku wystąpił na Copa América 1989, jednak Kolumbia nie wyszła z grupy.
W 1990 roku Hernández był członkiem reprezentacji na Mistrzostwa Świata we Włoszech. Tam wystąpił w jednym meczu - od 68. minuty z Jugosławią (0:1).
W reprezentacji Hernández występował do 1996 roku i zagrał w niej łącznie w 17 meczach i zdobył 1 gola.